# Gare de Mézériat
La gare de Mézériat est une gare ferroviaire française de la ligne de Mâcon à Ambérieu. Elle est située place de la Gare, sur le territoire de la commune de Mézériat, dans le département de l'Ain, en région Auvergne-Rhône-Alpes.
Elle est mise en service en 1857 par la Compagnie du chemin de fer de Lyon à la Méditerranée (LM) avant de devenir une gare du réseau de la Compagnie des chemins de fer de Paris à Lyon et à la Méditerranée (PLM).
C'est une halte voyageurs de la Société nationale des chemins de fer français (SNCF) desservie par des trains régionaux TER Auvergne-Rhône-Alpes.

## Situation ferroviaire
Établie à 197 mètres d'altitude, la gare de Mézériat est située, au point kilométrique (PK) 21,476 de la ligne de Mâcon à Ambérieu, entre les gares de Vonnas et de Polliat.

## Histoire
La station de Mézériat est mise en service le 6 juin 1857 par la Compagnie du chemin de fer de Lyon à la Méditerranée (LM), lorsqu'elle ouvre à l'exploitation les 34 kilomètres de Bourg à la rive gauche de la Saône. La voie s'arrête au bord de la rivière du fait d'un retard pris sur la construction du viaduc, un service de bateaux est organisé pour faire traverser les voyageurs en environ trente minutes. Le viaduc permettra la continuité de la ligne à partir du 20 juillet 1857.
En 1911, Mézériat figure dans la nomenclature des gares stations et haltes de la Compagnie des chemins de fer de Paris à Lyon et à la Méditerranée (PLM). C'est une gare, qui peut expédier et recevoir des dépêches privées, et qui est ouverte au service complet des marchandises (petite et grande vitesse) à l'exclusion des chevaux chargés dans des wagons-écuries s'ouvrant en bout et des voitures à 4 roues à deux fonds et à deux banquettes dans l'intérieur, omnibus diligences, etc. Elle est située sur la ligne de Mâcon à Modane, entre les gares de Vonnas et de Polliat.
Devenue une simple halte au cours du XXe siècle, ses installations, notamment les abris, le mobilier, l'éclairage et la signalétique, sont rénovées en 2012 dans le cadre du programme régional de « remise à niveau des gares et haltes ».

## Fréquentation
Selon les estimations de la SNCF, la fréquentation annuelle de la gare s'élève aux nombres indiqués dans le tableau ci-dessous.
| Année               | 2023   | 2022   | 2021   | 2020   | 2019   | 2018   | 2017   | 2016   | 2015   |
| ------------------- | ------ | ------ | ------ | ------ | ------ | ------ | ------ | ------ | ------ |
| Nombre de voyageurs | 46 674 | 46 871 | 44 867 | 40 104 | 41 775 | 41 173 | 39 153 | 39 153 | 43 827 |

## Service des voyageurs

### Accueil
Halte SNCF, c'est un point d'arrêt non géré (PANG) à accès libre.
Un pont routier permet la traversée des voies et le passage d'un quai à l'autre.

### Desserte
Mézériat est desservie par des trains TER Auvergne-Rhône-Alpes de la relation Mâcon – Bourg-en-Bresse – Ambérieu-en-Bugey.

Installations de la halte
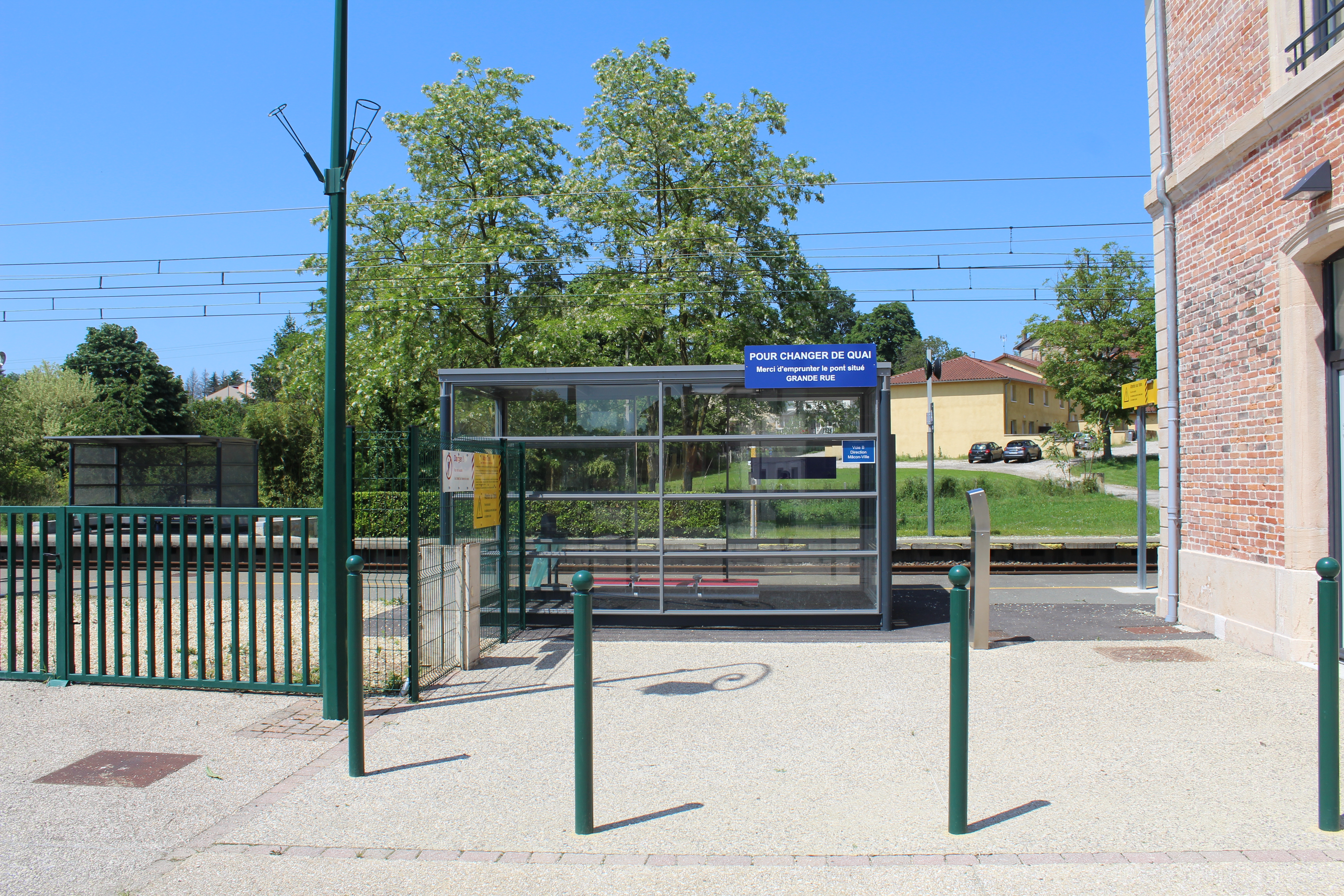
Abris de quai.
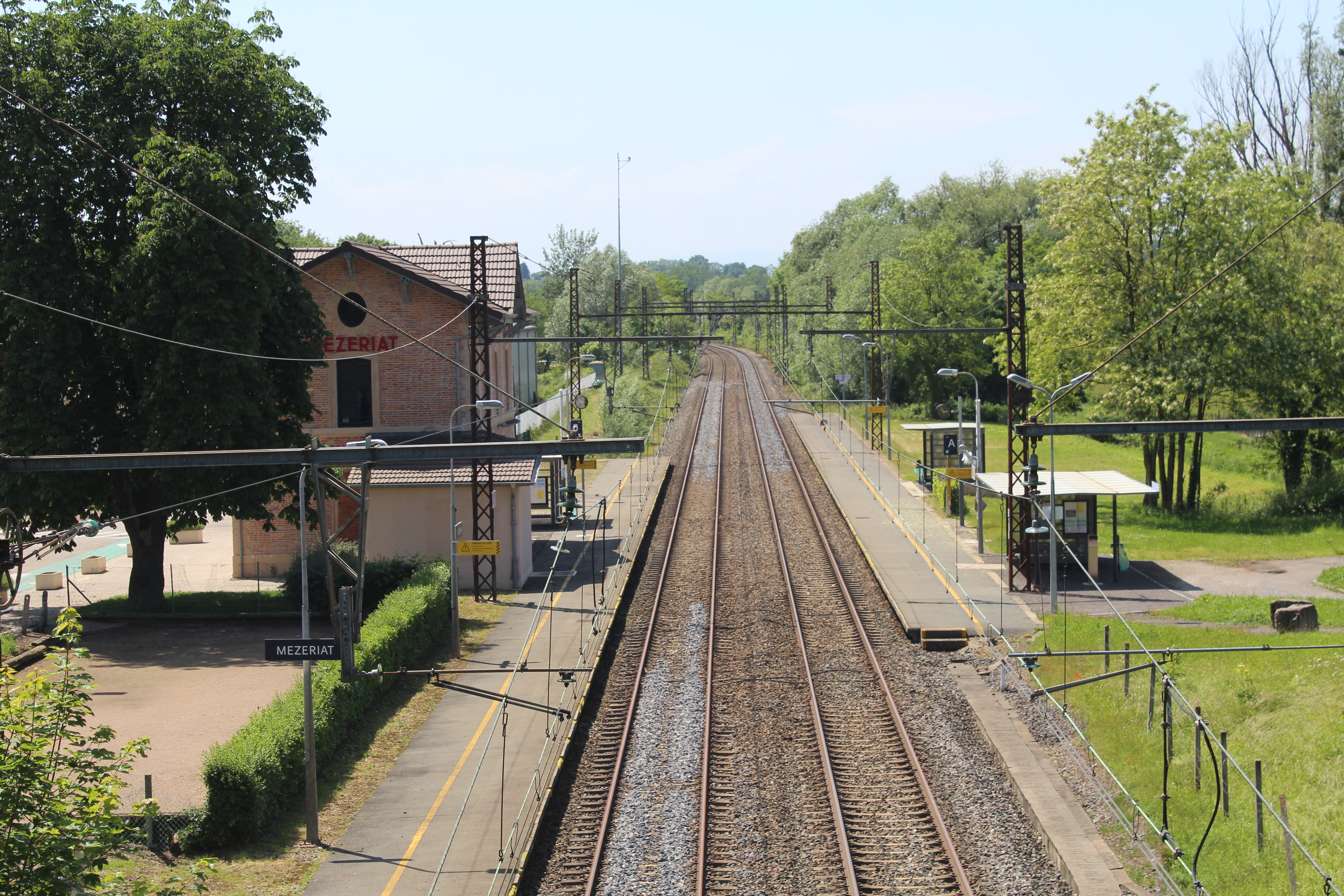
Vue d'ensemble.
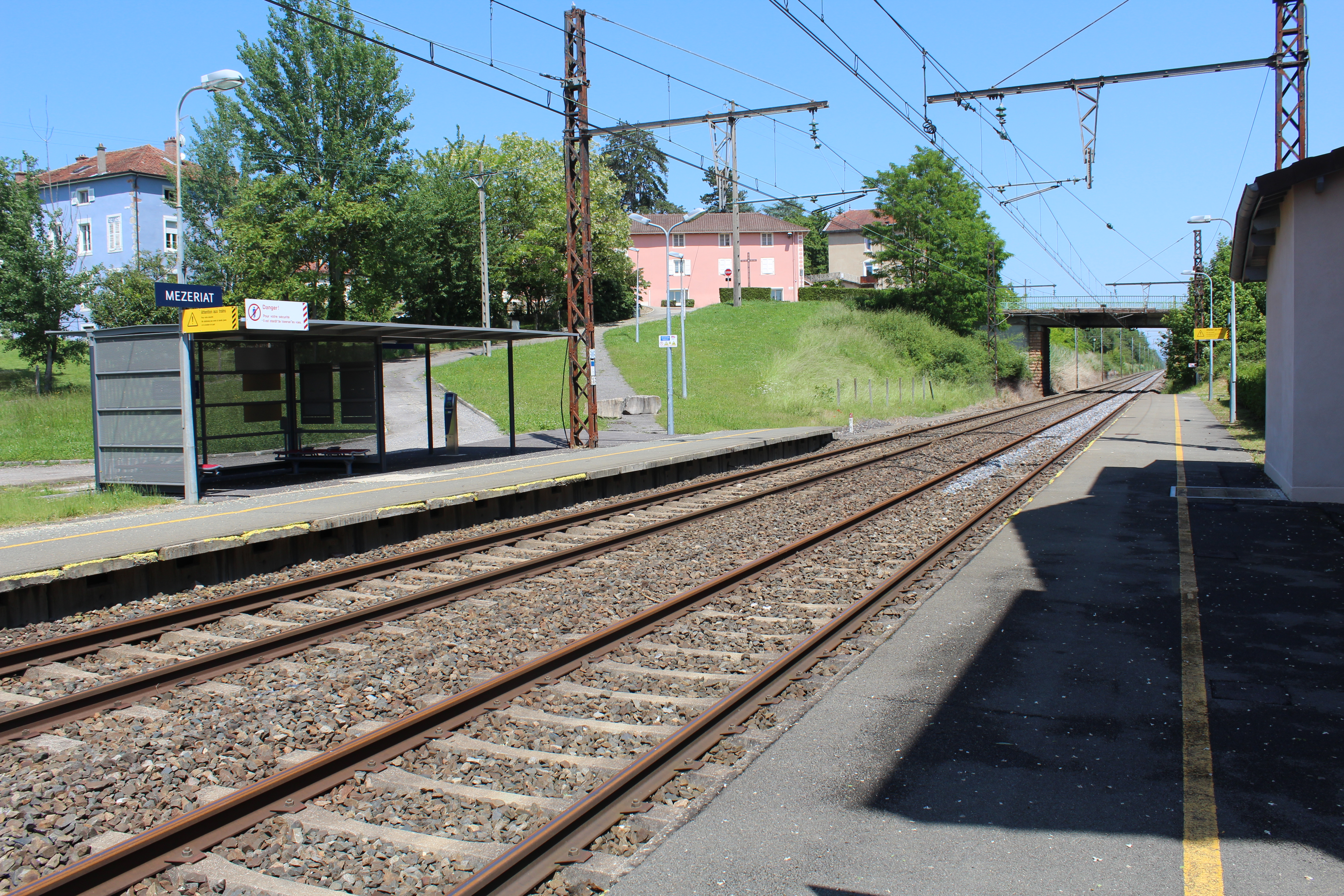
À droite le pont routier.

### Intermodalité
Un parc pour les vélos (accroches en libre accès et consignes individuelles) et un parking pour les véhicules y sont aménagés.
Elle est desservie par des cars TER de la relation Mâcon – Bourg-en-Bresse.

## Patrimoine ferroviaire
L'ancien bâtiment voyageurs désaffecté du service ferroviaire, est racheté et rénové par la commune en 2014. Le coût total de l'achat et de la remise en état du bâtiment est de 205 843 euros, le conseil départemental a participé par une subvention consacrée à une partie des travaux de rénovation.
Il est devenu le siège du syndicat mixte Veyle-vivante.